# Leskeella consanguinea
Leskeella consanguinea là một loài Rêu trong họ Leskeaceae. Loài này được (Mont.) Broth. mô tả khoa học đầu tiên năm 1907.